# Boulevard de Pierrefonds
Le boulevard de Pierrefonds est une voie de Montréal.

## Situation et accès
Ce boulevard orienté est-ouest, du nord-ouest de l'Ile de Montréal, est situé dans l'arrondissement de Pierrefonds-Roxboro.
Cette voie fait au total 9,3 kilomètres et est une importante artère commerciale de l'ouest de l'Ile.
Le boulevard est aussi desservi par les autobus de la STM surtout par les circuits 68 (via circuit 64) et 470 qui relient l'arrondissement au Terminus Côte-Vertu.

## Origine du nom
Il est nommé en l'honneur de Pierrefonds en France dont un certain notaire, M. Joseph-Adolphe Chauret, aurait été impressionné par le Château se trouvant dans la ville du même nom en France.

## Source
- Ville de Montréal – Arrondissement de Pierrefonds. Répertoire des noms de rues de l’ancienne Ville de Pierrefonds. Février 1989. Dernière révision: février 2005